# Revolutionair Volksbevrijdingsleger

Partijvlag van de DHKP-C

Devrimci Halk Kurtuluş Partisi-Cephesi (DHKP-C, Revolutionair Volksbevrijdingsleger), voorheen Dev Sol, is een Turkse marxistisch-leninistische organisatie. De groep is in 1978 ontstaan uit de oorspronkelijk Turkse studentenbeweging en later ruime volksbeweging Devrimci Sol (Nederlands: Revolutionair Links). Op 30 maart 1994 heeft de beweging zich omgevormd tot partij. Hierbij heeft de organisatie zich hernoemd tot DHKP-C. De beweging werd lange tijd dood gewaand, maar deed met aanslagen en dreigementen vanaf 2013 weer van zich horen.

## Situering
DHKP/C is een organisatie die de ideologie en de strijd van de THKP-C Turkse Bevrijdingspartij-Front uit de jaren 70 vandaag voortzet. Sinds eind jaren tachtig liquideert de DHKP-C (Dev-Sol) de officieren van het Turkse leger en agenten die bekend zijn vanwege hun deelname aan massamoorden, politieke moorden, ontvoeringen en folteringen. De activisten hebben ook enkele legerofficieren van de Verenigde Staten vermoord en ook een luchtmachtofficier gedood als protest tegen de Golfoorlog. Ook schoot de organisatie raketten af op een Amerikaans consulaat in Istanboel, in 1992. Verder heeft de DHKP-C in 1996 verschillende Turkse ondernemers vermoord. Dit was overigens de eerste aanslag onder de nieuwe naam. In 1999 voorkwam de MIT een aanslag van de DHKP-C op het herbouwde Amerikaanse consulaat. Door een aantal aanvallen van de Turkse politie in 2000 is de DHKP-C sterk uitgedund. Op 19 december 2000 bestormden het Turkse leger en politie twintig gevangenissen waarbij 28 gevangenen vermoord werden. De politieke gevangenen waren in de maand oktober een grootschalige hongerstakingsactie begonnen tegen het gevangenissysteem van het type F, waarbij de gevangenen geïsoleerd worden van elkaar en van de buitenwereld. Bij een militaire operatie in december werden duizenden soldaten, agenten, brandweerlieden en gevangenisbewaarders ingezet. De operatie was een van de grootste na de inval in Cyprus in 1974. Er werden honderden onbekende brandende chemische bommen gegooid, waarbij tal van gevangenen levend werden verbrand. Uiteindelijk werden de gevangenen afgevoerd naar gevangenissen type F. De hongerstakingsactie die in 2000 begon is gestopt op 23 januari 2007. In totaal zijn 122 gevangenen en familieleden tijdens de hongerstakingen en solidariteitsacties om het leven gekomen. Verder verzet de DHKP-C zich actief tegen de Grijze Wolven - een fascistische Turks-nationalistische organisatie.

## Proces
Een bekende DHKP-C-militante is Fehriye Erdal die in 2006 door een Belgische rechtbank werd veroordeeld voor lidmaatschap aan de Turkse organisatie.
Op 19 april 2007 raakte bekend dat het Hof van Cassatie van België het arrest van het Gentse beroepshof d.d. 7 november 2006 vernietigt waarbij zeven DHKP/C-leden veroordeeld werden tot celstraffen voor onder meer terrorisme en lidmaatschap van een criminele organisatie. Het proces zal opnieuw gevoerd worden door het hof van beroep in Antwerpen. Volgens het Hof was er een schijn van partijdigheid gewekt door rechter Freddy Troch. De veroordeelden konden vrij het gerechtshof verlaten.